# ماركو سوما
ماركو سوما (بالإيطالية: Marco Somma)‏ (مواليد 7 فبراير 2002) هو لاعب كرة قدم إيطالي يلعب لنادي سيتا دي بونتيديرا معارًا من نادي سامبدوريا الإيطالي.